# Kummelgrundet, Hangö
Kummelgrundet är en ö i Finland. Den ligger i Finska viken och i kommunen Hangö i landskapet Nyland, i den södra delen av landet. Ön ligger omkring 100 kilometer väster om Helsingfors.
Öns area är 1 hektar och dess största längd är 150 meter i öst-västlig riktning.